# 92式対戦車地雷
92式対戦車地雷（きゅうにいしきたいせんしゃじらい）は、陸上自衛隊が保有している対戦車地雷である。83式地雷敷設装置などによって敷設される。

## 概要
1986年から研究を開始し、1992年に制式化された。磁気センサーや振動センサーなどによって起爆するため、従来の対戦車地雷のように戦車などが踏まなくても起爆できる。このため、従来のものより敷設する個数を減らすことができる。
少なくとも、9ミリ厚の鋼板に直径5センチメートルの穴をあけることが可能とされる。